# Austin 1800 Balanza
De Austin 1800 Balanza was een auto van het Britse automerk Austin. De benaming "Balanza" werd alleen gebruikt voor Mark I-modellen die in Nederland en België verkocht werden. Van de Austin 1800 zijn drie versies gemaakt, Mark I tot en met Mark III, tussen 1964 tot 1975. De Austin 1800 was Auto van het Jaar in Europa in 1965.
De Austin 1800 is bij British Motor Corporation (BMC) ontwikkeld als een grotere opvolger van de succesvolle Mini en Austin 1100 onder de codenaam ADO17, waarbij ADO staat voor "Amalgamated Drawing Office". Later kwamen vergelijkbare modellen op de markt onder de namen Morris 1800- en Wolseley 18/85. 

## Technische gegevens
De wagen had een dwarsgeplaatste viercilinder motor aan de voorzijde gemonteerd. De inhoud was 1798 cc en een maximumvermogen van 85 pk bij 5300 omwentelingen per minuut.
De transmissie bestond uit een voorwielaandrijving gekoppeld aan een geheel gesynchroniseerde vierversnellingsbak met vloerschakeling.
De wielen hadden alle vier onafhankelijke ophangingen, bekrachtigde schijfremmen voor en trommelremmen achter. De draaicirkel bedroeg 10,50 meter.
De lengte van de auto was 4,19 m bij een breedte van 1,69 m. De wagen was 1,40 m hoog en had een gewicht van 1190 kilo. De inhoud van de benzinetank was 49 liter.

## Verkopen
Destijds kostte de Austin Balanza ongeveer 10.500 gulden.
In totaal zijn er zo'n 386.000 exemplaren geproduceerd in iets meer dan een decennium. Van de Austin versie werden er ongeveer 221.000 eenheden geproduceerd, 95.271 van de versie Morris 1800 en tot slot 35.597 Wolseley 18/85.

## Latere versies
Hier staan de drie versies van de Mark II bij elkaar. De verschillen tussen de Austin en Morris versies zijn minimaal, alleen de Wolseley springt er enigszins uit door de afwijkende voorkant.

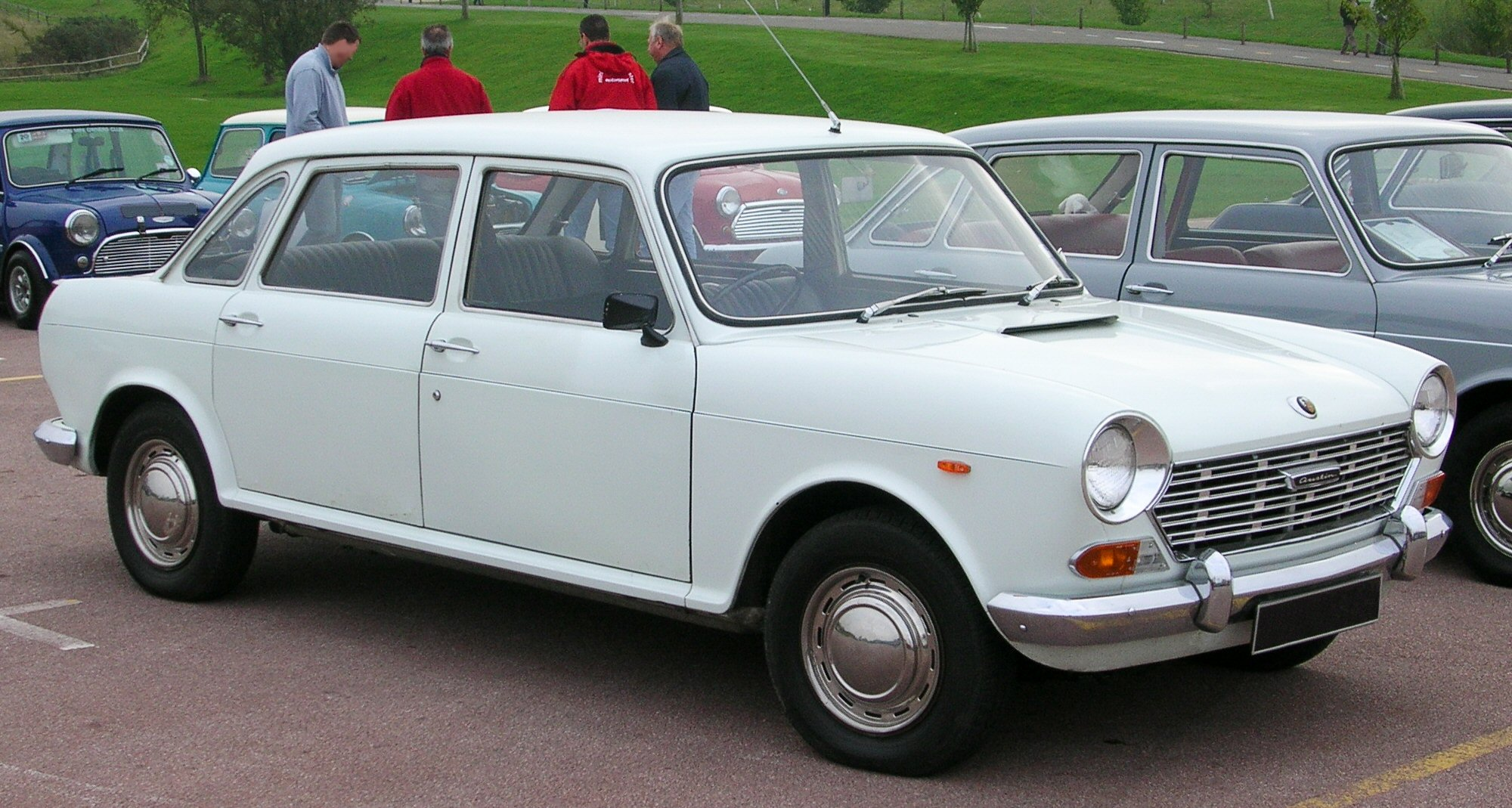
Austin 1800 Mark II (1969)
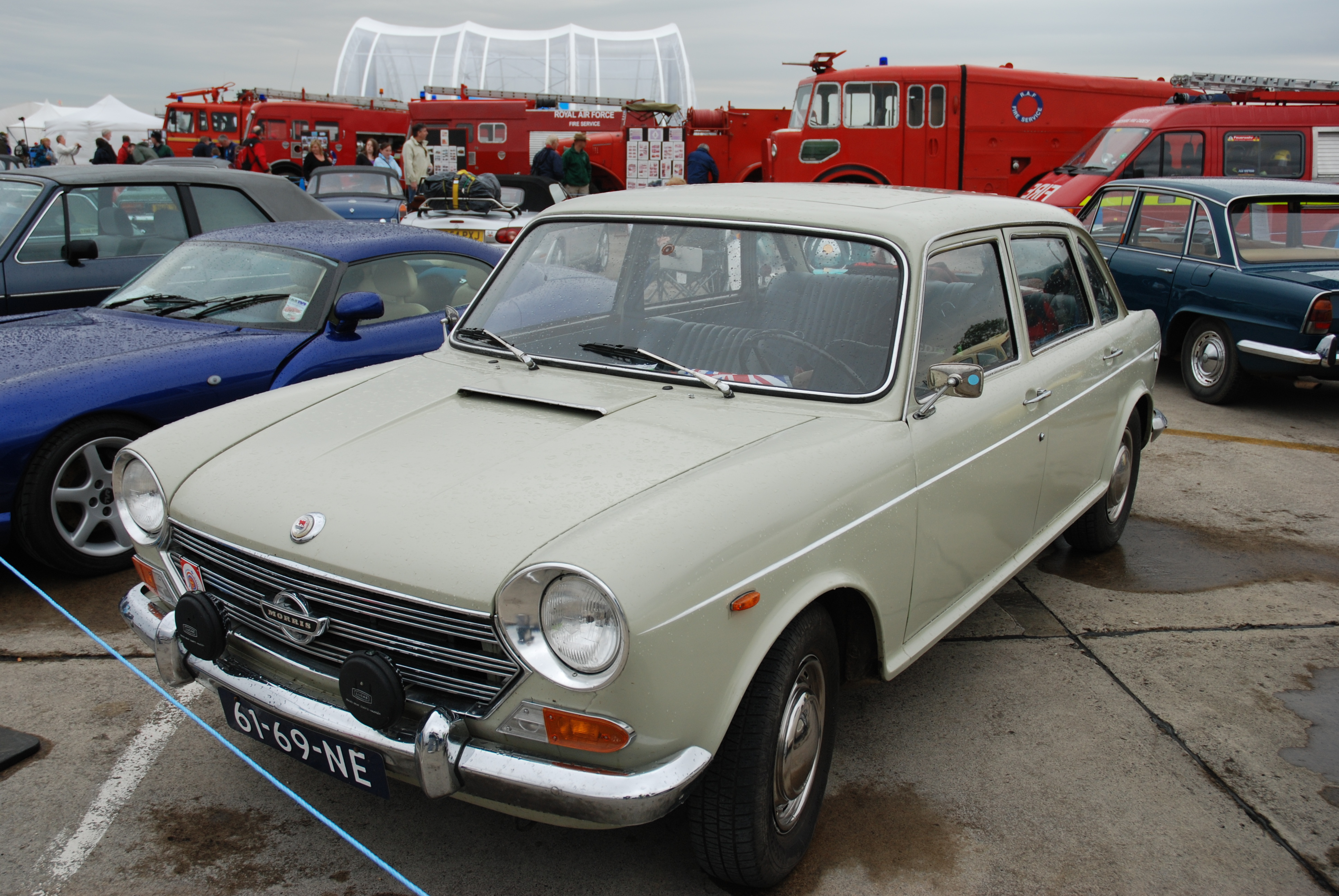
Morris 1800 Mark II (1970)
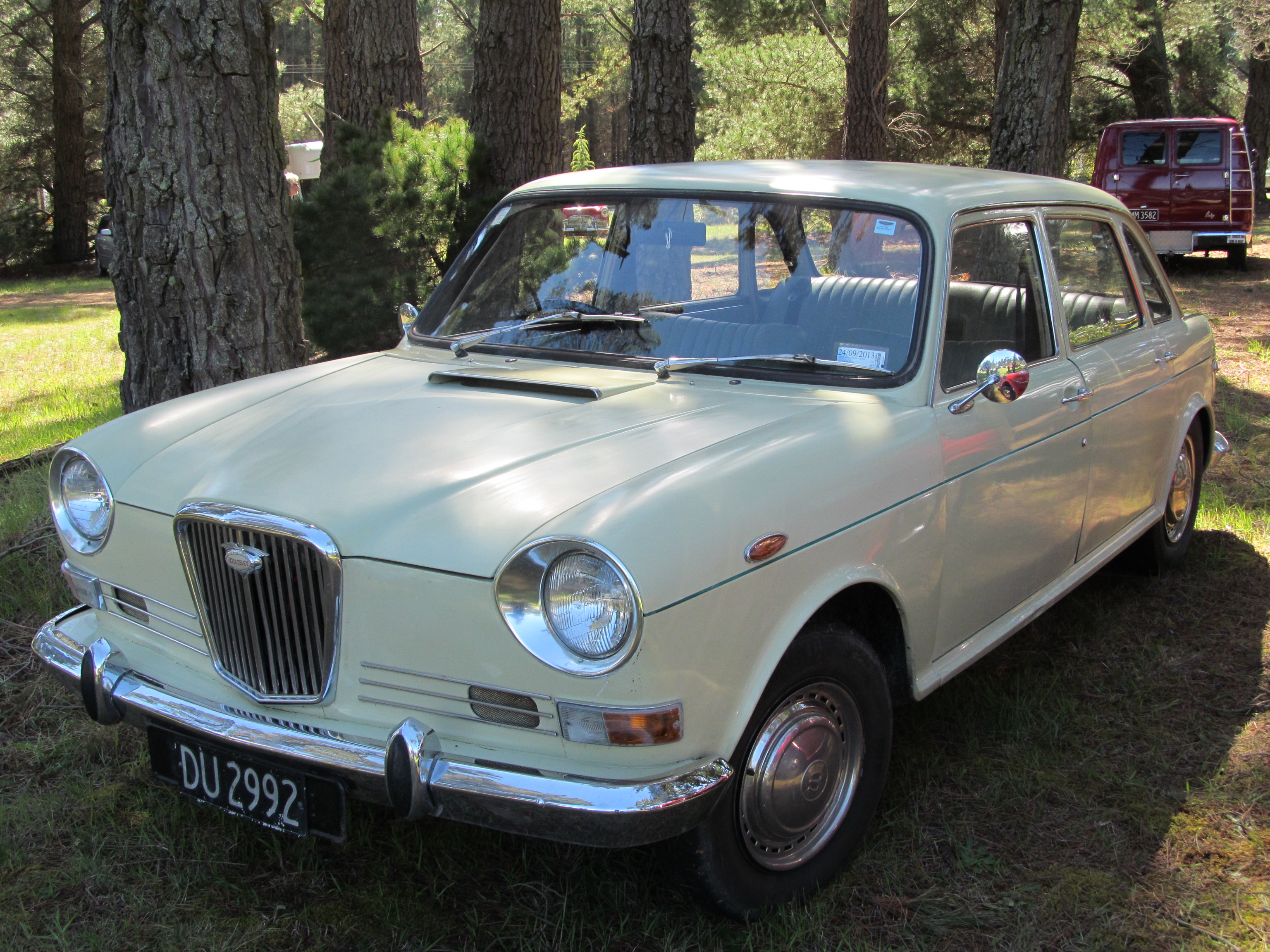
Wolseley 18/85 Mark II (1969)

In 1972 kwam de Mark III-versie uit. Naast een andere voorgrille en interieurverbeteringen, was de grootste verandering een zwaardere motor van 2200 cc. Dit was mede aanleidingen om de type-aanduidingen te wijzigen in Austin 2200, Morris 2200 en Wolseley Six.

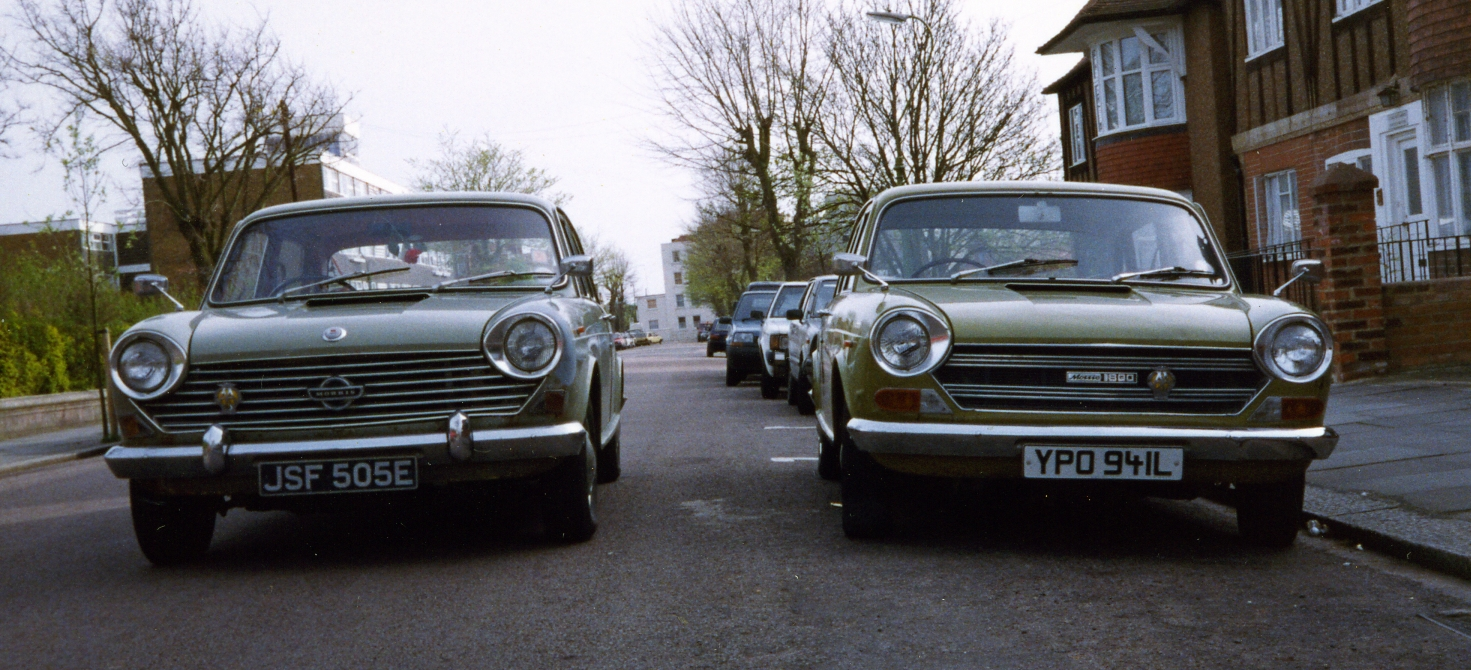
Vooraanzicht Morris 1800 Mark I (links) en het latere Mark III model (rechts)
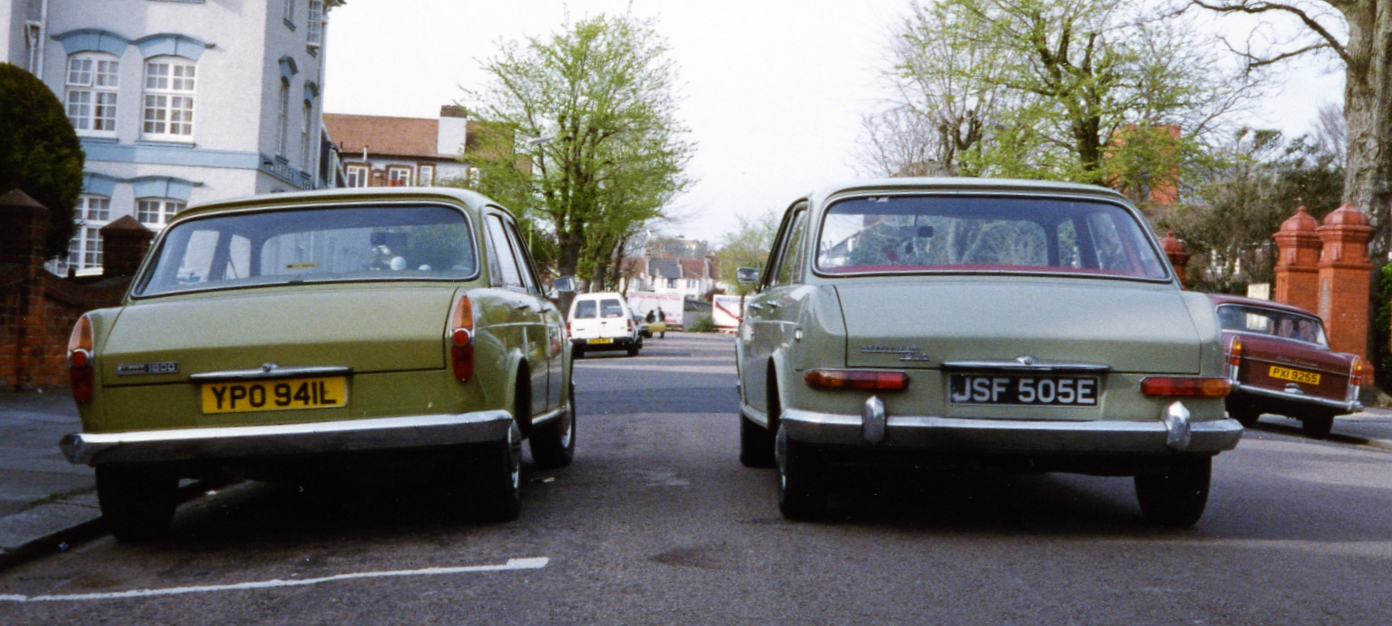
Achteraanzicht Morris 1800 Mark I (rechts) en Mark III (links)